# 페인 앤 게인
페인 앤 게인(Pain & Gain)은 2013년에 개봉된 미국의 영화이다.

## 줄거리
1994년, 전과자이자 보디빌더인 다니엘 루고는 선 짐의 매니저로 고용된다. 그는 스테로이드 부작용으로 성 기능 장애를 겪는 트레이너 에이드리언 도발과 친해지고, 자신이 트레이닝하는 회원 빅터 커쇼의 부와 라이프스타일을 부러워한다. 동기 부여 강사 조니 우에게 영감을 받은 루고는 커쇼의 재산을 빼앗을 계획을 세우고, 도발과 마약 문제로 힘겨워하는 독실한 기독교 신자 폴 도일을 끌어들인다.
일명 ‘선 짐 갱단’은 커쇼를 납치해 창고에 감금한다. 커쇼가 루고를 알아봤지만 계획은 진행된다. 커쇼는 강요에 못 이겨 자신의 실종에 대한 설명을 꾸며내고 재산을 루고에게 이전한다. 짐 주인인 메세는 커쇼의 부재를 숨긴 채 서류를 공증해준다. 돈과 재산을 빼앗은 후 갱단은 커쇼를 죽이려 한다. 그들은 음주운전 사고를 위장하고 커쇼를 차로 치어 살해하려 하지만, 커쇼는 살아남아 병원에 입원한다.
커쇼는 경찰에 사건을 알리지만, 술에 취한 상태로 보이는 데다 남미 출신이라는 이유로 묵살당한다. 그는 은퇴한 사립 탐정 에드 뒤 보아에게 연락하고, 그의 조언에 따라 병원을 떠나 모텔에 숨는다. 뒤 보아는 갱단을 미행하고 루고를 만나 의심을 사게 된다. 커쇼가 메세에게 돈을 돌려달라고 항의하자, 갱단은 커쇼의 모텔을 찾아내 죽이려 하지만 그는 이미 떠난 후였다. 갱단은 뒤 보아와 커쇼의 관계를 알게 되고 그를 납치하려 하지만 실패한다.
과도한 지출로 돈이 떨어진 도일과 도발은 루고와 함께 새로운 납치를 계획한다. 그들은 전화 섹스 사업체를 운영하는 프랭크 그리가와 그의 여자친구 크리스티나 푸르톤을 투자 계획을 제시하며 도발의 집으로 유인한다. 하지만 그리가가 루고와 일당을 불신하자 언쟁이 벌어지고, 도발의 역기가 떨어져 그리가는 사망한다. 혼란 속에서 도발은 실수로 푸르톤에게 과다한 마취제를 투여해 살해한다.
갱단은 시신을 토막 내 늪에 버린다. 폭력에 질린 도일은 갱단을 떠나 교회로 돌아간다. 경찰은 그리가와 푸르톤 실종 사건을 조사하던 중, 뒤 보아의 증거를 통해 선 짐 갱단을 체포할 계획을 세운다. 도일은 교회에서, 도발은 집에서, 메세는 선 짐에서 체포된다. 루고는 커쇼의 보트를 타고 도망친다. 경찰은 루고가 커쇼의 돈을 찾기 위해 바하마로 갔다는 것을 짐작하고 루고를 추격한다. 결국 루고는 커쇼가 운전하는 차에 치여 체포된다.
재판에서 도일은 도발과 루고를 범죄자로 지목하며 모든 것을 자백한다. 로빈은 남편의 범죄를 알고 이혼하고, 소리나 또한 도발에게 불리한 증언을 한다. 루고와 도발은 사형을 선고받고, 도일과 메세는 징역 15년형을 받는다. 도일은 7년 복역 후 기독교로 개종하고, 메세는 감옥에서 사망한다.

## 배역
- 마크 월버그 - 대니얼 역
- 드웨인 존슨 - 아드리안 역
- 에드 해리스 - 에드 역
- 레벨 윌슨 - 라모나 역
- 켄 정 - 조니 역
- 토니 샬롭 - 마크 역
- 안소니 마키
- 롭 코드리
- 바 팰리